# Groupe 6 des éliminatoires du Championnat d'Europe féminin de football 2013
Cet article donne les résultats des matchs du groupe 6 des éliminatoires de l'Euro 2013.

## Classement
| Rang | Équipe     | Pts | J | G | N | P | Bp | Bc | Diff |  | Résultats (▼ dom., ► ext.) |     |     |     |     |     |
| ---- | ---------- | --- | - | - | - | - | -- | -- | ---- |  | -------------------------- | --- | --- | --- | --- | --- |
| 1    | Angleterre | 20  | 8 | 6 | 2 | 0 | 22 | 2  | +20  |  | Angleterre                 |     | 1-0 | 2-0 | 4-0 | 3-0 |
| 2    | Pays-Bas   | 19  | 8 | 6 | 1 | 1 | 20 | 2  | +18  |  | Pays-Bas                   | 0-0 |     | 6-0 | 3-1 | 2-0 |
| 3    | Serbie     | 13  | 8 | 4 | 1 | 3 | 15 | 18 | -3   |  | Serbie                     | 2-2 | 0-4 |     | 3-0 | 4-2 |
| 4    | Slovénie   | 4   | 8 | 1 | 1 | 6 | 6  | 21 | -15  |  | Slovénie                   | 0-4 | 0-2 | 1-2 |     | 1-0 |
| 5    | Croatie    | 1   | 8 | 0 | 1 | 7 | 6  | 26 | -20  |  | Croatie                    | 0-6 | 0-3 | 1-4 | 3-3 |     |

## Résultats et calendrier
| 1re journée                 | Serbie                         | 2 – 2   | Angleterre                   | Omladinski, Belgrade           |                                |
| 17 septembre 2011 16:00 HEC | Podovac 55e · Smiljković 90+4e | (0 - 2) | Yankey 6e · Slović 19e (csc) | Arbitrage : Sandra Braz Bastos | Arbitrage : Sandra Braz Bastos |
| 17 septembre 2011 16:00 HEC | Rapport                        |         |                              | Arbitrage : Sandra Braz Bastos | Arbitrage : Sandra Braz Bastos |

| 2e journée                  | Pays-Bas                                                    | 6 – 0   | Serbie | TATA Steel, Velsen           |                              |
| 21 septembre 2011 19:30 HEC | Melis 1re 71e 78e 90+3e · van den Berg 65e · Hoogendijk 77e | (1 - 0) |        | Arbitrage : Hilal Tuba Tosun | Arbitrage : Hilal Tuba Tosun |
| 21 septembre 2011 19:30 HEC | Rapport                                                     |         |        | Arbitrage : Hilal Tuba Tosun | Arbitrage : Hilal Tuba Tosun |

| 22 septembre 2011 | Angleterre                                          | 4 – 0   | Slovénie | The County Ground, Swindon        |                                   |
| 20:30 HEC         | Yankey 1re · White 5e · Houghton 56e · Williams 88e | (2 - 0) |          | Arbitrage : Karolina Radzik-Johan | Arbitrage : Karolina Radzik-Johan |
| 20:30 HEC         | Rapport                                             |         |          | Arbitrage : Karolina Radzik-Johan | Arbitrage : Karolina Radzik-Johan |

| 3e journée                | Slovénie                     | 1 – 2   | Serbie                                      | Sportni Park, Lendava     |                           |
| 22 octobre 2011 18:00 HEC | Lidija Stojkanović 75e (csc) | (0 - 1) | 8e Vesna Smiljković · 73e Jovana Sretenović | Arbitrage : Lilach Asulin | Arbitrage : Lilach Asulin |
| 22 octobre 2011 18:00 HEC | Rapport                      |         |                                             | Arbitrage : Lilach Asulin | Arbitrage : Lilach Asulin |

| 22 octobre 2011 | Croatie | 0 – 3   | Pays-Bas                                                   | Town Stadium, Vrbovec       |                             |
| 15:30 HEC       |         | (0 - 0) | 50e Manon Melis · 52e Kirsten van de Ven · 72e Sylvia Smit | Arbitrage : Katalin Kulcsár | Arbitrage : Katalin Kulcsár |
| 15:30 HEC       | Rapport |         |                                                            | Arbitrage : Katalin Kulcsár | Arbitrage : Katalin Kulcsár |

| 4e journée                | Croatie                                                 | 3 – 3   | Slovénie                                                            | Town Stadium, Vrbovec        |                              |
| 27 octobre 2011 15:00 HEC | Dušanka Juko 56e · Petra Glavać 92e · Izabela Lojna 94e | (0 - 1) | 20e (csc) Allison Lee Scurich · 54e Tanja Vrabel · 66e Urška Žganec | Arbitrage : Esther Azzopardi | Arbitrage : Esther Azzopardi |
| 27 octobre 2011 15:00 HEC | Rapport                                                 |         |                                                                     | Arbitrage : Esther Azzopardi | Arbitrage : Esther Azzopardi |

| 27 octobre 2011 | Pays-Bas | 0 – 0   | Angleterre | Oosterenkstadion, Zwolle      |                               |
| 19:30 HEC       |          | (0 - 0) |            | Arbitrage : Bibiana Steinhaus | Arbitrage : Bibiana Steinhaus |
| 19:30 HEC       | Rapport  |         |            | Arbitrage : Bibiana Steinhaus | Arbitrage : Bibiana Steinhaus |

| 5e journée                 | Slovénie | 0 – 2   | Pays-Bas                                       | NK Livar Ivančna Gorica, Ivančna Gorica |                         |
| 19 novembre 2011 14:00 HEC |          | (0 - 1) | 31e Kirsten van de Ven · 90e Chantal de Ridder | Arbitrage : Petra Chudá                 | Arbitrage : Petra Chudá |
| 19 novembre 2011 14:00 HEC | Rapport  |         |                                                | Arbitrage : Petra Chudá                 | Arbitrage : Petra Chudá |

| 19 novembre 2011 | Serbie                                                                        | 4 – 2   | Croatie                | Stade Promenada, Jakovo         |                                 |
| 13:00 HEC        | Jovana Sretenović 45+2e · Marija Radojičić 51e 71e · Danka Podovac 75e (pen.) | (1 - 1) | 27e 79e Katarina Kolar | Arbitrage : Christine Baitinger | Arbitrage : Christine Baitinger |
| 13:00 HEC        | Rapport                                                                       |         |                        | Arbitrage : Christine Baitinger | Arbitrage : Christine Baitinger |

| 6e journée                 | Angleterre                           | 2 – 0   | Serbie | Keepmoat Stadium, Doncaster     |                                 |
| 23 novembre 2011 20:30 HEC | Jessica Clarke 41e · Ellen White 51e | (1 - 0) |        | Arbitrage : Natalia Avdonchenko | Arbitrage : Natalia Avdonchenko |
| 23 novembre 2011 20:30 HEC | Rapport                              |         |        | Arbitrage : Natalia Avdonchenko | Arbitrage : Natalia Avdonchenko |

| 24 novembre 2011 | Pays-Bas                                  | 2 – 0   | Croatie | Den Haag Stadion, La Haye      |                                |
| 19:30 HEC        | Chantal de Ridder 7e · Sherida Spitse 13e | (2 - 0) |         | Arbitrage : Sandra Braz Bastos | Arbitrage : Sandra Braz Bastos |
| 19:30 HEC        | Rapport                                   |         |         | Arbitrage : Sandra Braz Bastos | Arbitrage : Sandra Braz Bastos |

| 7e journée             | Croatie | 0 – 6   | Angleterre                                                                                                | Town Stadium, Vrbovec   |                         |
| 31 mars 2012 14:30 HEC |         | (0 - 5) | 4e Rachel Williams · 15e Jessica Clarke · 18e Rachel Unitt · 35e Ellen White · 45e 68e Stephanie Houghton | Arbitrage : Petra Chudá | Arbitrage : Petra Chudá |
| 31 mars 2012 14:30 HEC | Rapport |         | | Arbitrage : Petra Chudá | Arbitrage : Petra Chudá |

| 8e journée             | Pays-Bas                                                    | 3 – 1   | Slovénie        | Stadium de Koel, Venlo |                        |
| 5 avril 2012 19:30 HEC | Maayke Heuver 8e · Kirsten van de Ven 70e · Manon Melis 81e | (1 - 1) | 31e Mateja Zver | Arbitrage : Marte Sørø | Arbitrage : Marte Sørø |
| 5 avril 2012 19:30 HEC | Rapport                                                     |         |                 | Arbitrage : Marte Sørø | Arbitrage : Marte Sørø |

| 9e journée   | Croatie | –   | Serbie |  |  |
| 16 juin 2012 |         | (-) |        |  |  |

| 17 juin 2012 | Angleterre | –   | Pays-Bas |  |
|              |            | (-) |          |  |

| 10e journée  | Serbie | –   | Pays-Bas |  |  |
| 20 juin 2012 |        | (-) |          |  |  |

| 21 juin 2012 | Slovénie | –   | Angleterre |  |
|              |          | (-) |            |  |

| 11e journée       | Slovénie | –   | Croatie |  |  |
| 15 septembre 2012 |          | (-) |         |  |  |

| 12e journée       | Serbie | –   | Slovénie |  |  |
| 19 septembre 2012 |        | (-) |          |  |  |

| 19 septembre 2012 | Angleterre | –   | Croatie |  |
|                   |            | (-) |         |  |